# Carlos Pedroso
Carlos Alberto Pedroso Curiel, född 28 januari 1967, död 25 december 2024 i Cienfuegos, Kuba, var en kubansk fäktare som tog OS-brons i herrarnas lagtävling i värja i samband med de olympiska fäktningstävlingarna 2000 i Sydney.